# Larisa Catrinici
Larisa Catrinici (n. 5 martie 1961, Ocnița, RSS Moldovenească, URSS) este un medic din Republica Moldova, care a îndeplinit funcția de Ministrul al Sănătății între anii 2008 - 2009.

## Biografie
Larisa Catrinici s-a născut la data de 5 martie 1961, în orașul Ocnița. A urmat cursurile Facultății de Medicină generală din cadrul Universității de Stat de Medicină și Farmacie "Nicolae Testemițanu" din Chișinău (1979-1985), urmând apoi studii postuniversitare și internatură la aceeași facultate (1985-1986). A absolvit apoi Facultatea de economie și management public din cadrul Academiei de Administrare Publică de pe lângă Președintele Republicii Moldova (2002-2004), un curs  postuniversitar organizate de Universitatea de administrare și gestionare a serviciilor sanitare din Montreal (2003) și un curs de managementul calității în serviciul de sânge organizat de Biroul Regional European al Organizației Mondiale a Sănătății (2005).  
După absolvirea facultății, a lucrat ca medic de familie la Spitalul orășenesc din Bender (1986-1992), apoi medic de familie la Policlinica nr. 2 a Spitalului "Sf. Arhanghel Mihail" din Chișinău (1992-1994) și șefă a secției de terapie la Policlinica nr. 8 AMT "Centru" (1994-1996).
Între anii 1996 și 2001 a activat în cadrul Direcției Sănătății a Primăriei municipiului Chișinău, ca specialist principal (1996-1997) și șef-adjunct al direcției (1997-2001). În anul 2001, a fost transferată în cadrul Ministerul Sănătății, unde a îndeplinit funcțiile de șefă a Direcției principale cadre, instituții de învățământ, dezvoltare socială și relații externe (2001-2003) și viceministru al sănătății (2003-2005). 
În anul 2005, Larisa Catrinici este numită în funcția de director al Centrului Național de Transfuzie a Sângelui, apoi în 2007 devine director general al Asociației Curativ-Sanatoriale și de Recuperare a Aparatului Guvernului. 
În baza votului de încredere acordat de Parlament, prin Decret al Președintelui Republicii Moldova, la data de 31 martie 2008, Larisa Catrinici a fost numită în funcția de ministru al sănătății în noul guvern format de Zinaida Greceanîi.